# DFDS Lisco

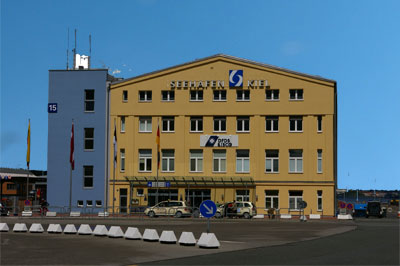
Sitz der DFDS Seaways Baltic GmbH im Kieler Ostuferhafen

AB DFDS Lisco (jetzt ein Teil von DFDS Seaways) war eine litauische Reederei mit Sitz in Klaipėda. Ihre deutsche Niederlassung war die DFDS Seaways Baltic GmbH. Insgesamt drei kombinierte Fracht- und Passagierfähren (RoPax-Fähren) verbinden noch heute für die Reederei DFDS Deutschland und das Baltikum, drei weitere verbanden Schweden und das Baltikum, sowie ein weiteres Schiff Deutschland und Russland.

## Unternehmensdaten
Die DFDS Lisco hatte Niederlassungen in Klaipėda, Kiel und Limassol. Mutterhaus war die Reederei DFDS mit Sitz in Kopenhagen, die immer noch existiert. Der Kernmarkt der DFDS Lisco waren die Verbindungen zwischen Deutschland und Litauen. Neben der Fracht (alle Arten rollender Ladungen, Container sowie Projekt- und Schwergutladungen) wurden auch Fährpassagen auf den RoPax-Fähren zwischen Deutschland, Schweden, Litauen und Russland angeboten.
Seit der Übernahme von Norfolkline organisiert sich die neue DFDS A/S in zwei Geschäftsbereiche: DFDS Seaways und DFDS Logistics. DFDS Seaways ist der neue Name für alle schifffahrtsbezogenen Dienstleistungen, die vorher unter den Namen Norfolkline, DFDS Tor Line und DFDS Lisco bekannt waren.
Das Unternehmen betrieb acht Schiffe.

## Fährlinien
Die Fähren verkehrten auf folgenden Routen:
- Kiel – Klaipėda: acht Abfahrten pro Woche; eingesetzte Schiffe Victoria Seaways, Regina Seaways und Patria Seaways; Fahrtzeit 20 Stunden[1] (weiterhin von DFDS betrieben)
- Karlshamn – Klaipėda: sieben Abfahrten pro Woche; eingesetzte Schiffe Athena Seaways, Optima Seaways und Patria Seaways; Fahrtzeit 14 Stunden[2] (weiterhin von DFDS betrieben)
- Paldiski – Kapellskär: sechs Abfahrten pro Woche; eingesetztes Schiff Liverpool Seaways; Fahrzeit ca. 11 Stunden[3]
- Mukran–Klaipėda – 2013 eingestellt

Mit Ankunft des Schiffes Aura Seaways, der ersten der beiden neuen Ro-Pax-Passagierfähren, hat die Reederei die Regina Seaways in die Nordsee verlegt, wo sie zwischen Frankreich und Irland verkehrt.

## Schiffe

### Athena Seaways

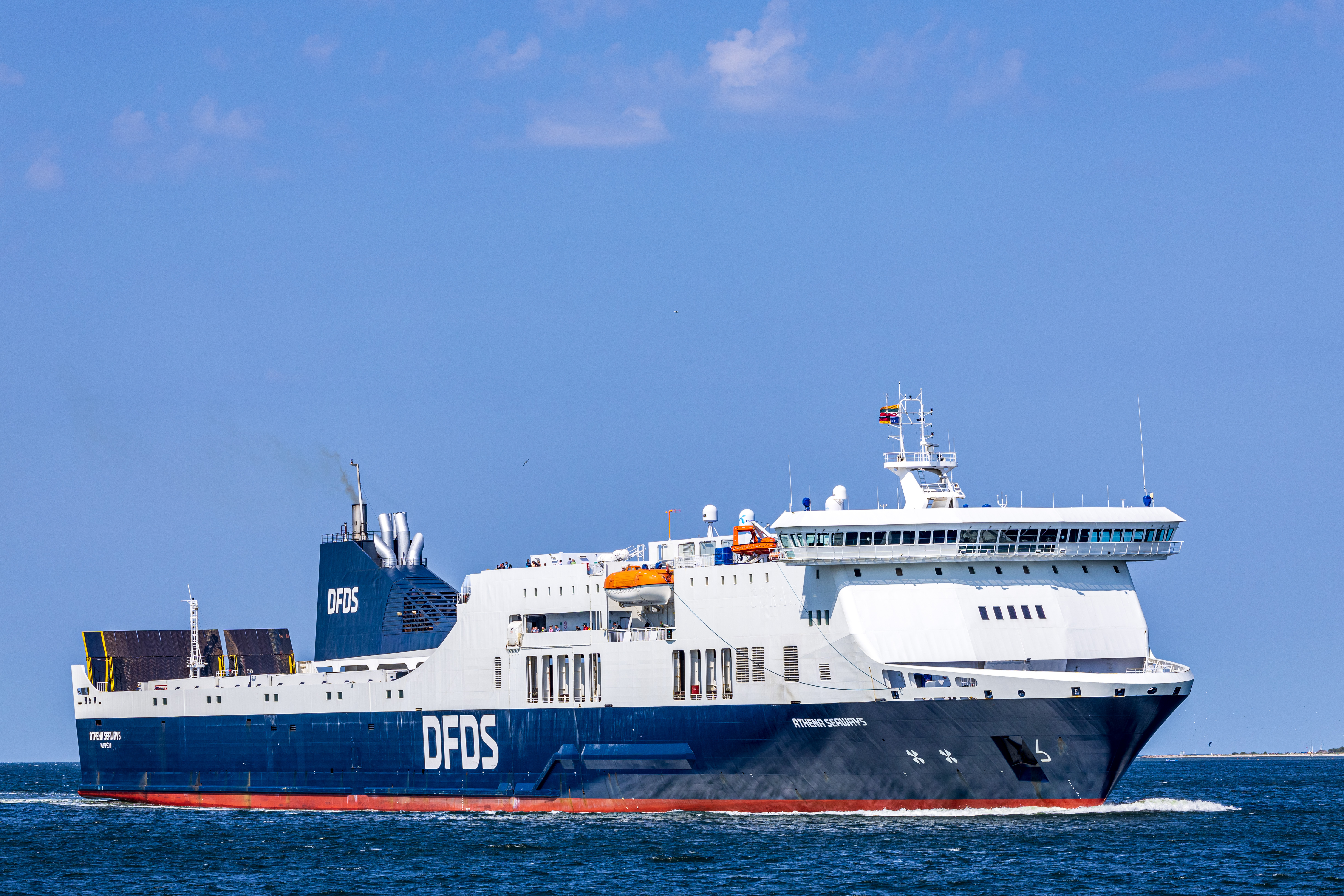
Athena Seaways

- Karlshamn (SE) – Klaipėda (LT)[5]

Merkmal: Schwesterschiff der Victoria Seaways und der Regina Seaways
Baujahr: 2007
IMO-Nr.: 9350680

### Regina Seaways

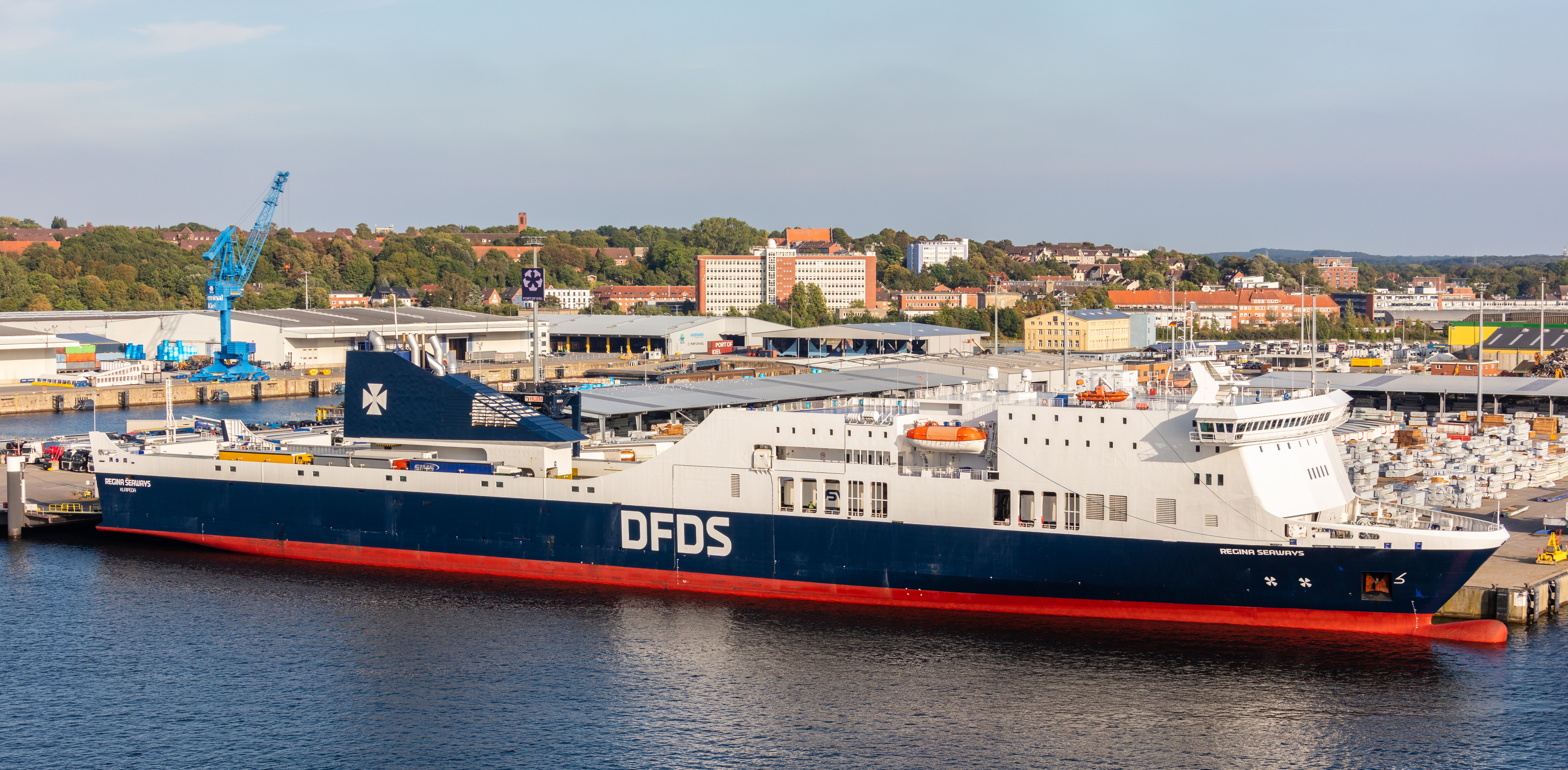
Regina Seaways war eines der beiden Schiffe auf der Route Kiel – Klaipėda

- Kiel (D) – Klaipėda (LT) – ab 2022 Einsatz zwischen Frankreich und Irland[5]

Fahrzeit: 20 Stunden
Flagge: Litauen
Baujahr: 2010 (Werft: Nuovi Cantieri Apuania in Marina di Carrara, Italien)
IMO-Nr.: 8502391
Rufzeichen: LYTO
Vermessung: 25.518 BRZ
Länge: 198,99 m
Breite: 26,6 m
Tiefgang: 6,4 m
Geschwindigkeit: 24,0 kn
Passagiere: 515
Frachtkapazität: 2923 laufende Meter
Bordsprachen: Deutsch, Litauisch, Russisch
Bordwährung: Euro
Merkmal: Schwesterschiff der Victoria Seaways und der Athena Seaways

### Victoria Seaways

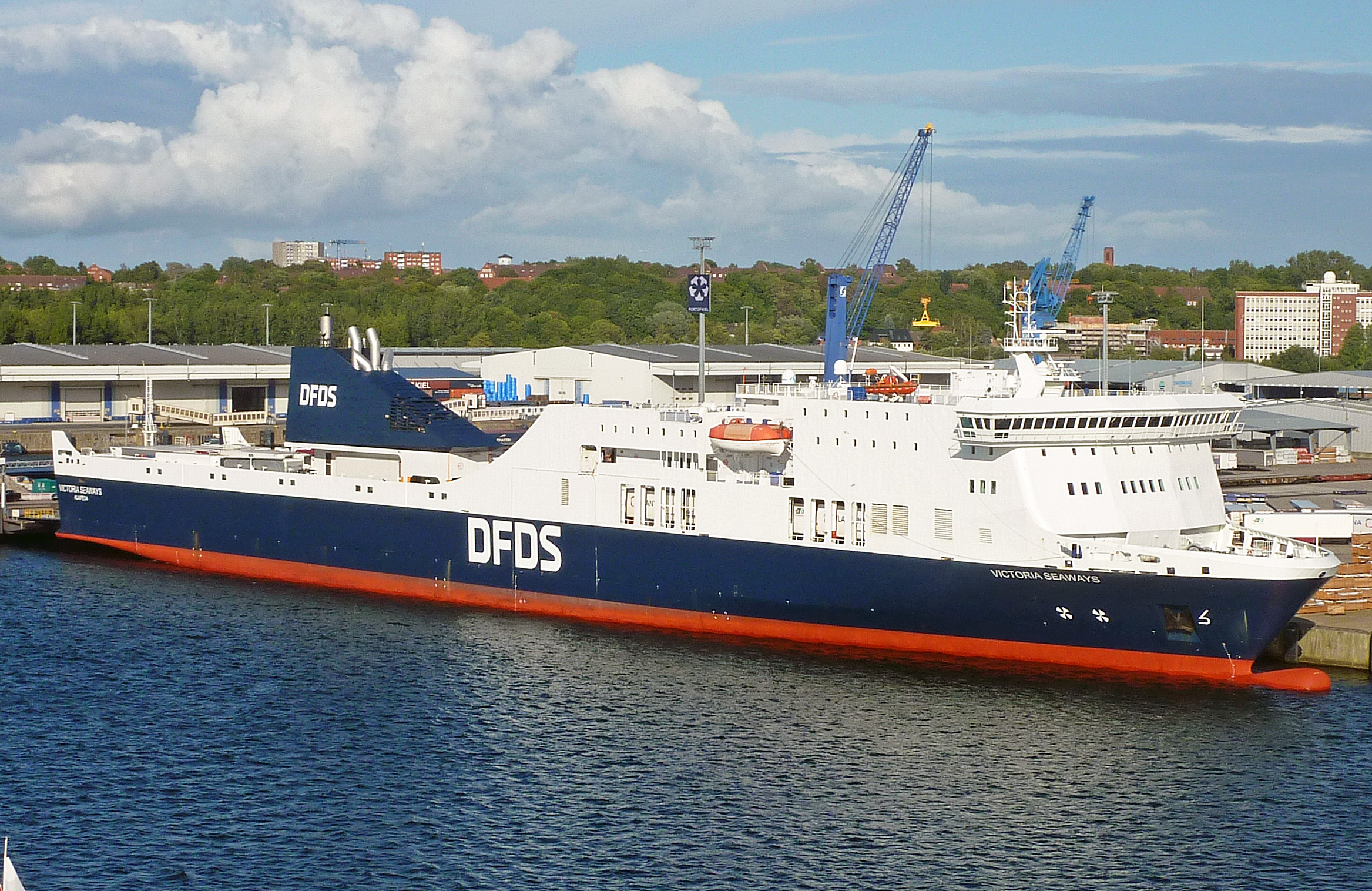
Die Victoria Seaways ist das Schwesterschiff der Regina Seaways

- Kiel (D) – Klaipėda (LT)[8]

Fahrzeit: 20 Stunden
Baujahr: 2009
Werft: Nuovi Cantieri Apuania in Marina di Carrara, Italien
IMO-Nr.: 9350721
Vermessung: 25.518 BRZ
Länge: 199,14 m
Breite: 26,6 m
Tiefgang: 6,4 m
Geschwindigkeit: 23,5 kn
Passagiere: 600
Frachtkapazität: 2925 laufende Meter
Bordsprachen: Deutsch, Litauisch, Russisch
Bordwährung: Euro
Merkmal: Schwesterschiff der Regina Seaways und der Athena Seaways

### Optima Seaways

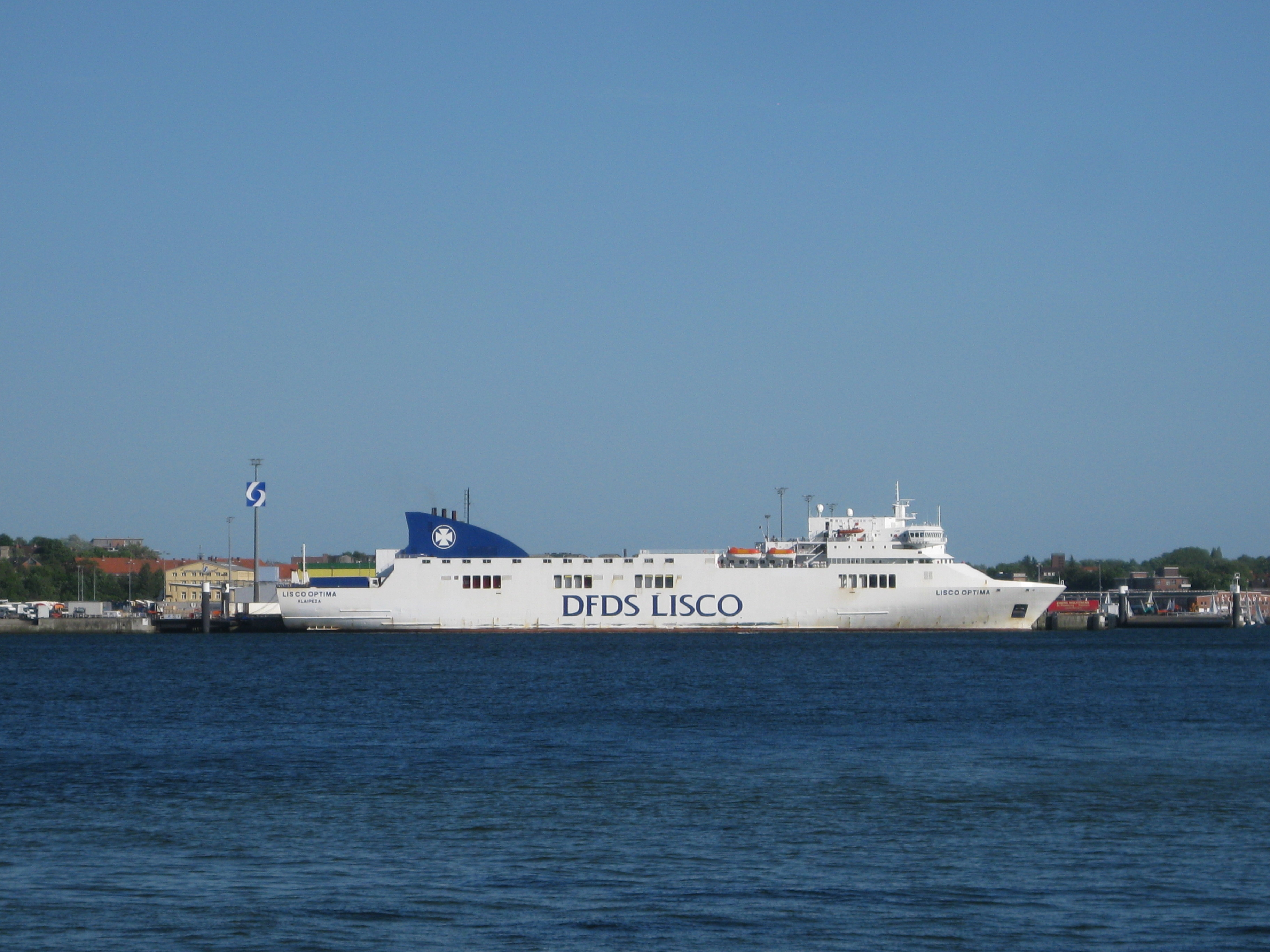
Optima Seaways im Kieler Ostuferhafen

- Karlshamn (S) – Klaipėda (LT)

Fahrzeit: 23½ Stunden
Baujahr: 1999
Vermessung: 25.263 BRZ
Länge: 186,25 m
Breite: 25,6 m
Tiefgang: 6,5 m
Geschwindigkeit: 21,5 kn
Maschinenleistung: 2 × 9450 kW
Passagiere: max. 324
Frachtkapazität: 2238 Spurmeter
Bordsprachen: Deutsch, Litauisch, Russisch
Bordwährung: Euro

### Patria Seaways

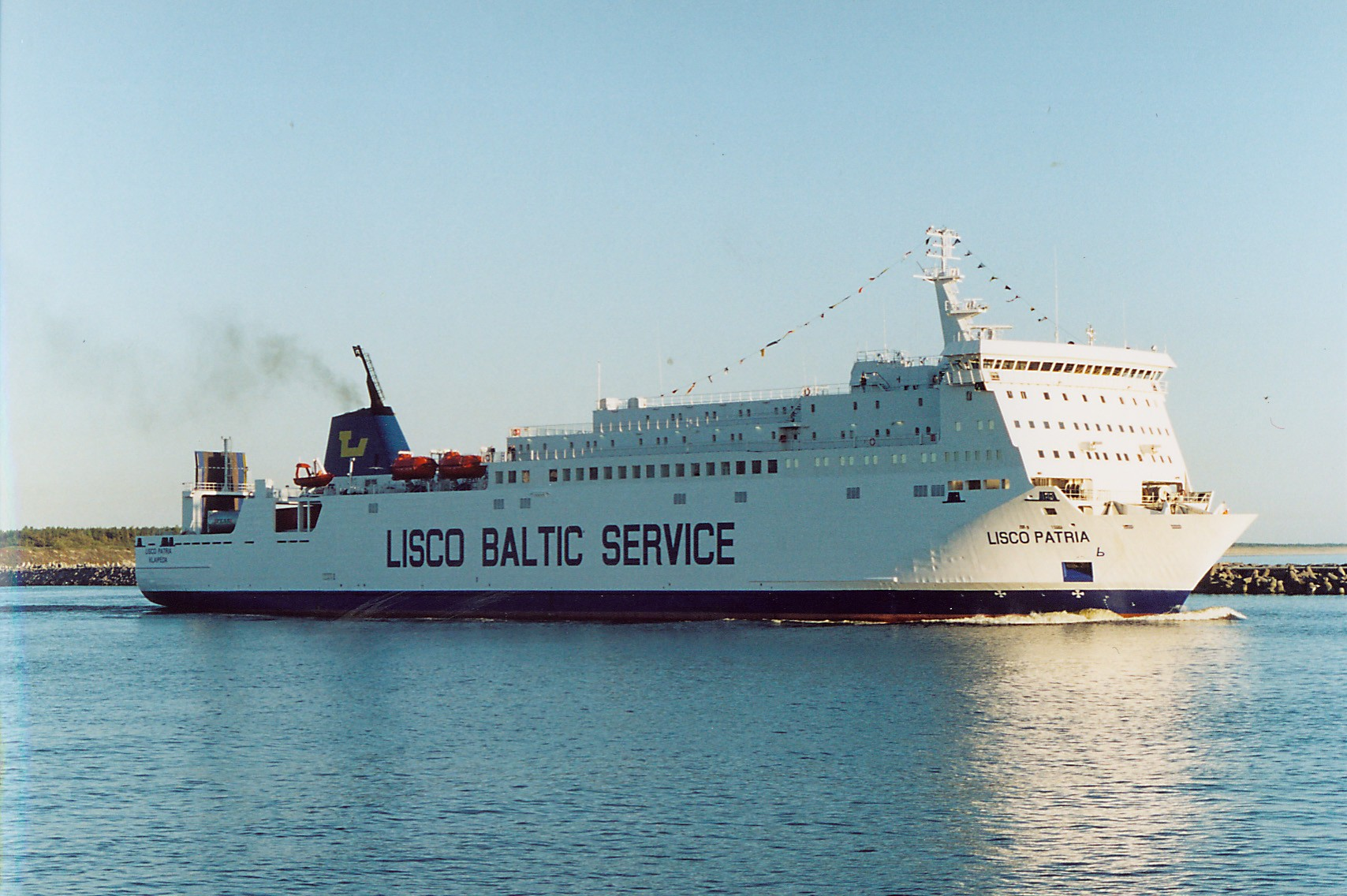
Patria Seaways verbindet Paldiski in Estland mit Kapellskär in Schweden

- Karlshamn (S) – Klaipėda (LT) und Kiel (D) – Klaipėda (LT)

Fahrzeit:
Baujahr: 1991
IMO-Nr.: 8917390
Vermessung: 18.332 BRZ
Länge: 154 m
Breite: 24 m
Geschwindigkeit: 17 kn
Passagiere: max. 243
Frachtkapazität: 1710 laufende Meter
Bordsprachen: Englisch, Litauisch, Russisch
Bordwährung: Schwedische Krone

### Liverpool Seaways

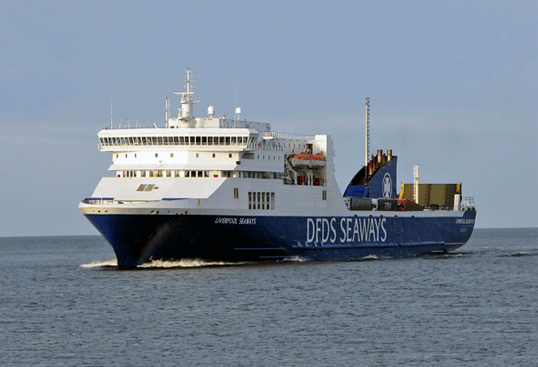
Liverpool Seaways auf der Route Karlshamn – Klaipėda

- Kapellskär – Paldiski

Fahrzeit:
Baujahr: 1997
Vermessung: 27.856 BRZ
Länge: 186,0 m
Breite: 26,27 m
Geschwindigkeit: 20,0 kn
Passagiere: 320
Maschinenleistung: 2 × 9450 kW
Bruttoraumleistung: 252.068 t
Frachtkapazität: 2150 laufende Meter
Bordsprachen: Deutsch, Litauisch, Russisch
Bordwährung: Euro

### Maestro Universe
- Karlshamn (S) – Klaipėda (LT) und Kiel (D) – Klaipėda (LT)

Baujahr: 1986
Vermessung: 15.375 BRZ
Länge: 160,0 m
Breite: 22,31 m

### Sirena Seaways
- Karlshamn (S) – Klaipėda (LT)

Baujahr: 2002
Vermessung: 22.382 BRZ
Länge: 199,10 m
Breite: 25,00 m

## Unfälle
In der Nacht vom 8. auf den 9. Oktober 2010 ereignete sich auf dem Oberdeck der damals auf der Strecke Kiel nach Klaipėda eingesetzten Fähre Lisco Gloria während der Fahrt etwa 11 km nördlich der schleswig-holsteinischen Insel Fehmarn eine Explosion. Dabei geriet das Schiff in Brand. Alle 236 Passagiere und Besatzungsmitglieder konnten gerettet werden.
Am 2. Oktober 2018 ereignete sich auf der Fähre Regina Seaways auf der Fahrt von Kiel nach Klaipėda,  Litauen nahe der Küste der russischen Enklave Kaliningrad eine starke Rauchentwicklung im Maschinenraum. Die 294 Passagiere und 41 Besatzungsmitglieder blieben unverletzt.